# Donji Dubovik (Krupa na Uni)
Pour les articles homonymes, voir Donji Dubovik.
Donji Dubovik (en serbe cyrillique : Доњи Дубовик) est un village de Bosnie-Herzégovine. Il est situé dans la municipalité de Krupa na Uni et dans la république serbe de Bosnie. Selon les premiers résultats du recensement bosnien de 2013, il compte 248 habitants.
Donji Dubovik est le centre administratif de la municipalité de Krupa na Uni.

## Histoire
Avant la guerre de Bosnie-Herzégovine, le village de Donji Dubovik faisait partie de la municipalité de Bosanska Krupa ; à la suite des accords de Dayton, il a été rattaché à la municipalité nouvellement créée de Krupa na Uni, intégrée à la république serbe de Bosnie.

## Démographie

### Évolution historique de la population dans la localité
| 1948 | 1953 | 1961 | 1971 | 1981 | 1991 | 2013 |
| ---- | ---- | ---- | ---- | ---- | ---- | ---- |
| 777  | 833  | 729  | 637  | 501  | 338, | 248  |

|  |

### Communauté locale
En 1991, la communauté locale de Donji Dubovik comptait 638 habitants, répartis de la manière suivante :